# Zundert
Zundert este o comună și o localitate în provincia Brabantul de Nord, Țările de Jos. În această localitate s-au născut frații Vicent si Theo van Gogh.

## Localități componente
- Zundert (7.520 loc.)
- Rijsbergen (6.210 loc.)
- Klein-Zundert (2.850 loc.)
- Wernhout (2.570 loc.)
- Achtmaal (1.680 loc.)